# Heaven's falling down
「Heaven’s falling down」(ヘブンズフォーリングダウン) は、Sana (sajou no hana)の楽曲。
2022年12月2日に、ワーナーブラザーズジャパンから発売された。

## 概要
表題曲「Heaven's falling down」は、テレビアニメ『ジョジョの奇妙な冒険』Part6 ストーンオーシャンの第3クール（第25話〜最終回・第38話）オープニングテーマに起用された。最終話となる第38話はエンリコ・プッチの「メイド・イン・ヘブン」により時が加速し、歴代の主人公が登場する特殊演出が取られた。この特殊オープニングでは「Heaven's falling down -Dawning Ver.-」と題されたアレンジバージョンが使用された。

## 収録曲
1. Heaven's falling down [3:36]
2. Heaven's falling down -english ver.-[3:36]
3. Heaven's falling down(instrumental) [3:36]